# Алатке за развој веба
Алатке за развој веба, алати за развој веба, алатке за веб-развој или алати за веб-развој (познате и као devtools) омогућавају веб-програмерима да испробају код и отклоне грешке из њега. Разликују од алатки за прављење веб-локација и интегрисаних развојних окружења по томе што не помажу у непосредној изради веб-страница, већ се користе за испробавање корисничког интерфејса веб-локације или веб-апликације.
Ове алатке долазе као додаци за веб-прегледач или уграђене функције у њима. Најкоришћенији веб-прегледачи, попут Гугл кроума, Мозиле фајерфокса, Интернет експлорера, Сафарија и Опере, имају уграђене алатке за помоћ веб-програмерима, а бројни додаци могу се пронаћи у одговарајућим центрима за преузимање.
Алатке за развој веба омогућавају програмерима да раде различитим веб-технологијама, као што су HTML, CSS, DOM, јаваскрипт и друге компоненте којима рукује веб-прегледач. Због све веће потражње веб-прегледача да обављају још нових радњи, популарни веб-прегледачи садржавају више функција намењених програмерима.

## Такође погледајте
- Светска комуникациона мрежа